# Priestley Riots

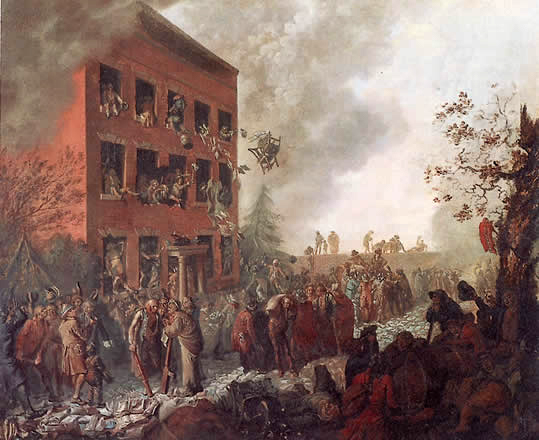
Der Angriff auf Joseph Priestleys Haus Fairhill, in Sparkbrook, Birmingham (Johannes Eckstein II, 1791)

Die Priestley Riots (deutsch: „Priestley-Unruhen“), auch als die Birmingham Riots of 1791 bezeichnet, waren politisch und religiös motivierte Unruhen in der englischen Stadt Birmingham. Sie begannen am Abend des 14. Juli 1791 und endeten erst, als das Militär am Abend des 17. Juli 1791 in Birmingham eintraf, um die Ordnung wiederherzustellen. Die Ausschreitungen richteten sich hauptsächlich gegen die Dissenter, vor allem den politisch und theologisch umstrittenen Joseph Priestley. Sowohl lokale als auch nationale Kontroversen heizten die Stimmung der Aufrührer an, vom Streit über Priestleys Bücher in den öffentlichen Bibliotheken bis zum Streben der Dissenter nach uneingeschränkten bürgerlichen Rechten, und ihrer Unterstützung für die Französische Revolution.
Die Unruhen begannen mit einem Angriff auf das Royal Hotel, in dem am Nachmittag und Abend des 14. Juli 1791 ein Bankett zum zweiten Jahrestag der Französischen Revolution stattfand. Anschließend, beginnend mit Priestleys Kirche und Haus, wurden von den Aufständischen vier Kapellen der Dissenter, 27 Häuser und mehrere Unternehmen angegriffen oder niedergebrannt. Viele der Aufrührer hatten sich mit Alkohol betrunken, der ihnen bei Plünderungen in die Hände gefallen war oder mit dem sie vom Anzünden von Häusern abgehalten werden sollten. Die Ausschreitungen richteten sich ebenfalls gegen das Eigentum derjenigen, die der Unterstützung der Dissenter verdächtig waren, darunter Mitglieder der von Erasmus Darwin gegründeten und geleiteten wissenschaftlichen Lunar Society.
Obwohl die Unruhen nicht von der Regierung unter Premierminister William Pitt veranlasst worden waren, kam die Regierung nur langsam den Hilfeersuchen der Dissenter nach. Angehörige der örtlichen Verwaltung scheinen an der Planung der Unruhen beteiligt gewesen zu sein, und sie verfolgten die Rädelsführer später nur zögerlich. Der Industrielle James Watt schrieb später, dass die Unruhen Birmingham in zwei Lager mit tödlichem Hass aufeinander gespalten haben. Viele der Angegriffenen verließen Birmingham unmittelbar nach den Unruhen oder in den folgenden Jahren, auch Joseph Priestley zog mit seiner Familie zunächst nach Hackney bei London und wanderte 1794 nach Pennsylvania aus.

## Historischer Hintergrund

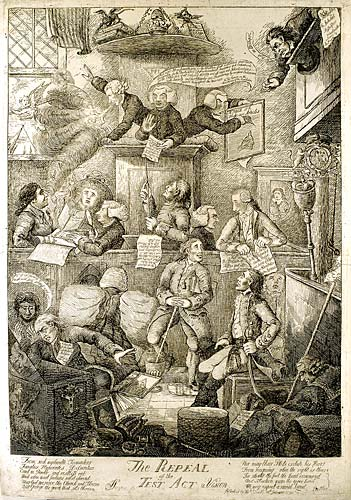
Karikatur „Aufhebung der Testakte: eine Vision“: Joseph Priestley verbreitet den Nebel der Häresie von der Kanzel (James Sayers, 1790)

### Birmingham
Der Corporation Act von 1661 und die 1673 erlassene Testakte hatten auf Birmingham positive Auswirkungen. Dissenter aus dem übrigen Land drängten in den Handel oder die Industrie, weil ihnen staatliche Ämter verwehrt waren. Birmingham hatte seinerzeit kein durch eine Royal Charter gewährtes Stadtrecht, so dass Dissenter hier städtische Ämter bekleiden konnten und aus anderen englischen Städten angezogen wurden. Viele der so nach Birmingham gelockten Dissenter bewiesen großes unternehmerisches Geschick und erlangten Wohlstand.
Während des 18. Jahrhunderts war Birmingham für seine Unruhen berüchtigt. Bereits 1714 und 1715 wurden während der Jakobitenaufstände in Birmingham Dissenter und ihre Kirchen angegriffen. Zwischen 1743 und 1759 waren Wesleyaner und Quäker das Ziel gelegentlicher Angriffe. Während der gegen Katholiken gerichteten Londoner Gordon Riots versammelten sich 1780 auch in Birmingham zahlreiche Demonstranten. Hohe Getreidepreise führten 1766, 1782, 1795, und 1800 zu Ausschreitungen ohne religiösen Hintergrund.
Bis zu den späten 1780er Jahren schien die Oberschicht Birminghams nicht von religiösen Spannungen betroffen. Dissenter und Anglikaner lebten scheinbar harmonisch Seite an Seite, sie arbeiteten in denselben Bürgervereinigungen, gingen gemeinsam wissenschaftlichen Interessen in der Lunar Society nach und arbeiteten in der Stadtverwaltung zusammen. Sie standen gemeinsam denjenigen gegenüber, die sie als den aufrührerischen Plebs betrachteten.
Dennoch erklärte Joseph Priestley nach den Unruhen in seinem Aufruf An Appeal to the Public on the Subject of the Birmingham Riots (deutsch: „Appell an die Öffentlichkeit zum Thema der Unruhen von Birmingham“), dass die Zusammenarbeit in Wahrheit nicht so freundschaftlich war wie allgemein angenommen. Priestley enthüllte, dass es zu Auseinandersetzungen über die öffentliche Bücherei, die Sonntagsschulen und die Vergabe städtischer Ämter gekommen war, die Dissenter und Anglikaner entzweit hätten. In seiner 1816 posthum erschienenen Veröffentlichung Narrative of the Riots in Birmingham (deutsch: „Bericht über die Unruhen in Birmingham“) stimmte der Verleger und Historiker William Hutton Priestley zu und nannte fünf Gründe für die Unruhen: Uneinigkeit über die Aufnahme der Schriften Priestleys in die örtliche Bücherei; die Sorge über die Versuche der Dissenter, den Corporation Act von 1661 und die Testakte von 1673 aufheben zu lassen; theologische Kontroversen (unter maßgeblicher Beteiligung von Joseph Priestley); eine aufrührerische Flugschrift; und das Bankett zur Feier der Französischen Revolution.
Die Testakte und der Corporation Act schränkten die Bürgerrechte von Katholiken und Dissentern ein. Ihnen waren grundsätzlich Ämter in Kirche und Staat verschlossen, einschließlich Laufbahnen im Militär und Parlamentsmandate. An Universitäten waren sie, wie in Oxford, ganz ausgeschlossen oder sie konnten, wie in Cambridge, keine akademischen Grade erlangen. Als die Dissenter auch in Birmingham damit begannen, für die Aufhebung der diskriminierenden Gesetze einzutreten, schwand die scheinbare Einigkeit unter den Oberen der Stadt. Unitarier wie Priestley standen an der Spitze der Kampagne, was zu einer wachsenden Unruhe und Verärgerung unter den orthodoxen Anglikanern führte. Ab 1787 begann das Auftauchen von Gruppen der Dissenter, die sich ausschließlich zur Abschaffung dieser Gesetze zusammengefunden hatten, die Bürgerschaft zu spalten. Mehrere Versuche eine Aufhebung der Gesetze zu erreichen scheiterten allerdings 1787, 1789 und 1790. Priestleys Unterstützung für die Aufhebung der Testakte und seine abweichenden und vielfach veröffentlichten religiösen Überzeugungen empörten das anglikanische Establishment. Einen Monat vor den Unruhen versuchte Priestley mit der Warwickshire Constitutional Society eine politische Gruppierung zu gründen, die sich für ein allgemeines Wahlrecht und für kurze Legislaturperioden einsetzen sollte. Obgleich der Versuch scheiterte, trug bereits der Versuch eine solche Gruppe zu gründen zu den Spannungen in Birmingham bei.
Über die unterschiedlichen religiösen und politischen Auffassungen hinaus schürte der wirtschaftliche Erfolg der mittelständischen Dissenter die Missgunst der Unterschicht wie der Oberklasse. Der ständig wachsende Wohlstand der Industriellen und Kaufleute und ihr mit dem wirtschaftlichen Erfolg verbundener Machtgewinn, weckten Neidgefühle bei Angehörigen der anderen Schichten. Priestley selbst hatte 1787 eine Flugschrift veröffentlicht, in der er beschrieb, wie man durch Pflichtabgaben der Arbeiter die Armenunterstützung finanzieren könne, und in der er sich gegen einen Mindestsatz für die Unterstützung wandte. Mit seinen Ausführungen zum Eintreiben von Schulden machte er sich bei den Armen ebenso unbeliebt wie William Hutton, ein anderer führender Dissenter, der an Zwangsvollstreckungen geringfügiger Schulden beteiligt war.

### Britische Reaktion auf die Französische Revolution

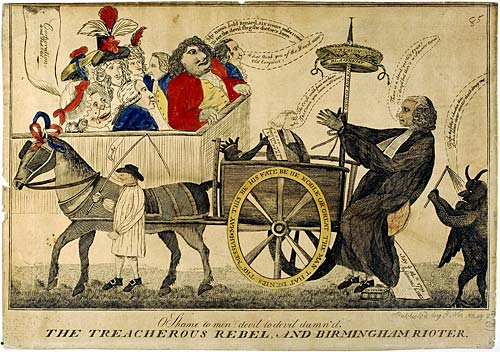
Karikatur „Der verräterische Rebell und die Aufständischen von Birmingham“, mit Joseph Priestley als vom Satan verfolgter Rebell (um 1791)

In Großbritannien fand eine öffentliche Debatte über die Französische Revolution statt, die sich als „Revolution Controversy“ von 1789 bis 1795 hinzog. Zunächst gingen viele Menschen auf beiden Seiten des Kanals davon aus, dass sich die Revolution in Frankreich wie die englische „Glorious Revolution“ des 17. Jahrhunderts entwickeln würde. Ein großer Teil der britischen Bevölkerung stand der Französischen Revolution positiv gegenüber. Der Sturm auf die Bastille wurde gefeiert, weil der französische Absolutismus durch eine demokratische Regierungsform abgelöst werden sollte. In der ersten Zeit glaubten die Unterstützer der Revolution, dass auch das britische politische System reformiert würde, durch eine Ausweitung des Wahlrechts und eine Neuordnung der Wahlkreise, die zu einer Abschaffung der „Rotten boroughs“ führen würde.
Der Staatsphilosoph Edmund Burke veröffentlichte 1790 sein Werk Reflections on the Revolution in France (deutsch: „Über die Französische Revolution. Betrachtungen und Abhandlungen“), in dem er den französischen Adel unterstützte und sich so gegen seine Kollegen von den liberalen Whigs stellte. Danach erschienen in rascher Folge Flugschriften in Gegnerschaft oder Unterstützung der Französischen Revolution. Weil Burke zuvor die amerikanischen Kolonisten in ihrem Unabhängigkeitskrieg unterstützt hatte, fand seine Stellungnahme zur Französischen Revolution große Beachtung. Während Burke die Aristokratie, die Monarchie und die Anglikanische Kirche unterstützte, standen Liberale wie Charles James Fox auf Seiten der Revolutionäre und setzten sich für individuelle Freiheiten, Bürgersinn und religiöse Toleranz ein. Radikale wie Joseph Priestley, William Godwin, Thomas Paine und Mary Wollstonecraft stritten für eine republikanische Ordnung, Agrarsozialismus oder eine Abschaffung der Grundherrschaft. Der britische Historiker Alfred Cobban bezeichnete den Streit als die vielleicht letzte richtige Diskussion über politische Grundlagen in Großbritannien.
Im Februar 1790 fand sich in Birmingham eine Gruppe von Aktivisten zusammen, die sich nicht nur gegen die Anliegen der Dissenter wandten, sondern auch den ihrer Ansicht nach unerwünschten Import französischer Revolutionsideale bekämpften. Die Dissenter neigten zur Unterstützung der Revolution und sahen in der 1791 in Frankreich erzwungenen konstitutionellen Monarchie auch ein Modell für Großbritannien. Die Priestley Riots fanden weniger als einen Monat nach der Flucht nach Varennes statt, als die ursprünglich von der Französischen Revolution geweckten Hoffnungen bereits verflogen waren, aber noch vor dem Beginn der Terrorherrschaft in Frankreich.

## Eskalation im Juli 1791

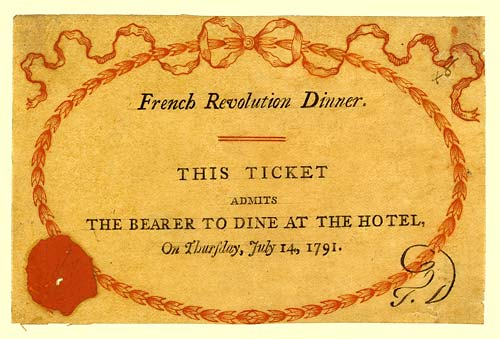
Karte für das Festbankett anlässlich des zweiten Jahrestags des Sturms auf die Bastille, 14. Juli 1791

Für den 14. Juli 1791 wurde ein Festbankett im örtlichen Royal Hotel zur Feier des Sturms auf die Bastille vorbereitet. Ob und in welchem Umfang Joseph Priestley an der Planung und Vorbereitung der Veranstaltung beteiligt war, ist umstritten. Am 11. Juli 1791 erschien in der Birmingham Gazette eine Notiz, der zufolge am 14. Juli, dem zweiten Jahrestag des Sturms auf die Bastille, ein Bankett zur Erinnerung an den Ausbruch der Französischen Revolution stattfinden würde. Alle „Freunde der Freiheit“ seien dazu eingeladen, und Karten für die geschlossene Veranstaltung könnten an der Rezeption des Hotels erworben werden. Das Essen war für drei Uhr am Nachmittag angesetzt.
Die Ankündigung in der Zeitung war von einer Drohung begleitet: daneben stand eine Notiz, dass nach dem Bankett „eine authentische Liste“ aller Teilnehmer veröffentlicht werde. Ebenfalls am 11. Juli wurde von John Hobson ein ultra-revolutionäres Flugblatt in Umlauf gebracht, dessen Urheberschaft zunächst unbekannt war. Die Stadtverwaltung setzte für Hinweise auf den Verfasser eine Belohnung von 100 Guineen aus, konnte ihn jedoch nicht ermitteln. Die Dissenter waren genötigt, ihre Beteiligung abzustreiten und die radikalen Ideen des Flugblatts öffentlich zurückzuweisen. Bereits am 12. Juli gab es Gerüchte, dass es am 14. Juli Ausschreitungen geben würde. Das Festbankett sollte wegen der angespannten Lage abgesagt werden, doch der Inhaber des Royal Hotel hatte bereits alle Vorbereitungen getroffen und bestand auf der Durchführung der Veranstaltung. Am Morgen des 14. Juli waren an Mauern in der Stadt Parolen gegen die „Presbyterianer“ und für „Kirche und König“ angebracht. Zu diesem Zeitpunkt wurde Priestley von besorgten Freunden davon überzeugt, dem Bankett aus Sicherheitsgründen fernzubleiben.

## 14. Juli

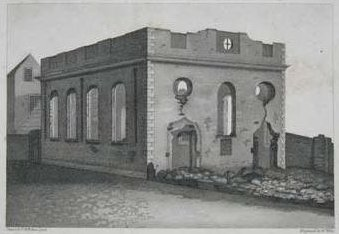
Die neue Kirche der Unitarier/Dissenter nach ihrer Zerstörung. William Ellis nach einer Zeichnung von P. H. Witton

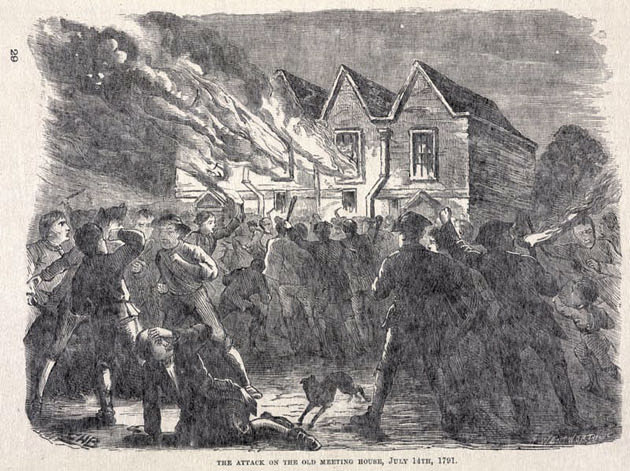
Zerstörung der alten Kirche der Dissenter (Robert Dent, 1879)

An dem Bankett nahmen 81 unerschrockene Anhänger der Französischen Revolution teil. Die Leitung hatte James Keir, ein anglikanischer Industrieller und Mitglied der Lunar Society. Als die Gäste zwischen zwei und drei Uhr am Nachmittag eintrafen, wurden sie von etwa 60 bis 70 Demonstranten erwartet, die sich vorübergehend wieder zerstreuten und Parolen gegen das „Papsttum“ riefen. Als das Bankett gegen 19 oder 20 Uhr endete, hatte sich eine Menge von Hunderten zusammengefunden. Die Aufrührer rekrutierten sich überwiegend aus der Arbeiterschaft Birminghams, sie warfen Steine auf die Gäste und plünderten das Hotel. Anschließend zog die Menge in Richtung des Gemeindehauses der Quäker, bis jemand rief, dass die Quäker sich niemals an Streitereien beteiligten. Stattdessen solle man die Kirche Priestleys angreifen. Die neue Kirche der Unitarier wurde niedergebrannt, die alte Kirche geplündert und die Einrichtung auf der Straße verbrannt.

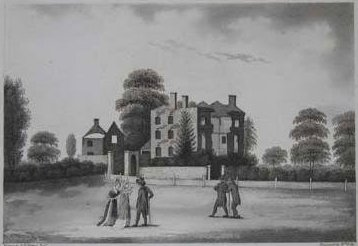
Joseph Priestleys Haus Fairhill, in Sparkbrook, Birmingham, nach seiner Zerstörung (Radierung von William Ellis, nach einer Zeichnung von P. H. Witton)

Joseph Priestleys Haus Fairhill in Sparkbrook war das nächste Ziel. Priestley hatte kaum Zeit, sich in Sicherheit zu bringen, und er floh während der Unruhen zunächst zu Angehörigen im Umland und schließlich nach London. Der Sohn, William Priestley, war mit Anderen zurückgeblieben um das Haus der Familie zu beschützen. Sie wurden jedoch überwältigt und das Haus geplündert und dem Erdboden gleichgemacht. Priestleys wertvolle Bibliothek, sein wissenschaftliches Labor und seine Manuskripte gingen in den Flammen verloren. Kurz nach den Ereignissen beschrieb Joseph Priestley den Beginn des Angriffs auf sein Haus, den er aus einiger Entfernung beobachtete:

„Es war bemerkenswert ruhig, im hellen Mondlicht konnten wir recht weit sehen, und von der Anhöhe hörten wir deutlich was im Haus geschah, jeden Ruf aus der Menge, und fast jeden Schlag der Werkzeuge, mit denen sie Türen und Möbel zerschlugen. Doch sie konnten kein Feuer auftreiben, obwohl jemand zwei Guineen für eine brennende Kerze bot, weil mein zurückgelassener Sohn so umsichtig gewesen war alle Feuer im Haus zu löschen, und einige meiner Freunde die Nachbarn dazu veranlassten ebenso zu handeln. Später habe ich gehört, dass man erfolglos versucht hat, mit meinem in der Bibliothek aufgestellten großen elektrischen Gerät Feuer zu machen.“

## 15., 16. und 17. Juli

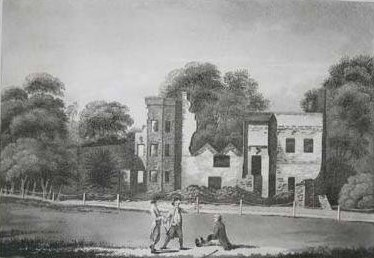
Showell Green, Sparkhill, das Haus des Kaufmanns William Russell, nach seiner Zerstörung (William Ellis, nach einer Zeichnung von P. H. Witton)

Der Earl of Aylesford versuchte am Morgen des 15. Juli der zunehmenden Gewalt entgegenzutreten. Trotz der Unterstützung durch andere Friedensrichter konnte er die Menge nicht zerstreuen. Am 15. Juli befreite der Mob Gefangene aus dem Stadtgefängnis. Thomas Woodbridge, der Gefängnisdirektor, verpflichtete mehrere Hundert Bürger zum Dienst, doch viele von ihnen schlossen sich dem Aufstand an. Die Menge zerstörte Baskerville House, das Haus von John Ryland, und trank die Alkoholvorräte im Keller aus. Als die neu ernannten Konstabler während dieser Plünderung eintrafen, wurden sie von der Menge angegriffen und entwaffnet, einer kam ums Leben. Andere Aufständische brannten Bordesley Hall nieder, das Haus des Bankiers John Taylor. Die örtlichen Friedensrichter und die Polizei verzichteten auf weitere Maßnahmen gegen die Aufständischen und verlasen den Riot Act erst nach dem Eintreffen des Militärs am 17. Juli.
Der Kaufmann William Russell und der Verleger William Hutton versuchten ihre Häuser zu verteidigen, aber die von ihnen angeheuerten Männer weigerten sich, gegen die aufgebrachten Massen vorzugehen. Hutton schrieb dazu später, dass er am Morgen des 15. Juli ein reicher Mann gewesen sei, am Abend sei er ruiniert gewesen. Samuel Galton, Inhaber einer Manufaktur, Quäker und Mitglied der Lunar Society, konnte sein Haus nur retten, indem er die Aufständischen mit Bier und Geld bestach.
Die Aufrührer gingen zu jedem Zeitpunkt zielgerichtet gegen Häuser und Eigentum Einzelner vor. So wurden freistehende Häuser wie das von Joseph Priestley oder die neue Kirche der Dissenter niedergebrannt. Die alte Kirche grenzte an ein Schulgebäude, hier wurde nur die zertrümmerte Einrichtung auf der Straße verbrannt. Als die Aufständischen Moseley Hall erreichten, ein Haus, das ebenfalls John Taylor gehörte, brachten sie sorgsam die Bewohnerin, die verwitwete und gebrechliche Lady Carhampton, mit all ihren Möbeln und Habseligkeiten in Sicherheit, bevor sie das Haus anzündeten. Unmittelbares Ziel der Aufrührer waren nur jene, die zur Monarchie oder der Kirche von England in Gegnerschaft standen und sich staatlicher Kontrolle widersetzten.
Die Häuser des Friedensrichters George Russell, des Pfarrers Samuel Blyth, Thomas Lees und eines Mr. Westley wurden am 15. und 16. Juli angegriffen. Am 16. Juli wurden die Häuser von Joseph Jukes, John Coates, John Hobson, Thomas Hawkes und dem blinden Baptistenpfarrer John Harwood zerstört oder niedergebrannt. Auch die Baptistenkapelle in Kings Heath wurde zerstört. Gegen zwei Uhr am Mittag des 16. Juli hatten die Aufrührer Birmingham verlassen und zogen nach Kings Norton und Kingswood. Die Größe einer Gruppe wurde auf 250 bis 300 Personen geschätzt. Sie brannten eine Farm in Warstock nieder und plünderten das Haus eines Mr. Taverner. In Kingswood brannten sie die Kirche und das Pfarrhaus der Dissenter nieder. Währenddessen zogen Arbeiter aus dem Umland, die ihren Wochenlohn erhalten und sich betrunken hatten, nach Birmingham. Da die Masse der ortsansässigen Aufrührer nicht mehr in der Stadt war, gab es nur kleinere Ausschreitungen.
Zeitgenössischen Berichten zufolge fanden die letzten Gewaltakte gegen acht Uhr am Abend des 17. Juli statt. Etwa dreißig Angehörige des „harten Kerns“ der Aufständischen griffen das Haus von William Withering an, einem Anglikaner, der wie Priestley und Keir der Lunar Society angehörte. Withering gelang es mit angeheuerten Helfern den Angriff abzuwehren. Als am 17. und 18. Juli das Militär eintraf, hatten sich die Aufrührer bereits zerstreut, obwohl Gerüchten zufolge außerhalb Birminghams, in Alcester und Bromsgrove, weiter Besitztümer vernichtet wurden.
Insgesamt wurden vier Kirchen der Dissenter schwer beschädigt oder niedergebrannt. 27 Häuser und mehrere Geschäfte waren angegriffen worden, viele von ihnen wurden geplündert oder ebenfalls niedergebrannt. Beginnend mit dem Angriff auf die Teilnehmer des Festbanketts im Royal Hotel am 14. Juli hatte der Mob sich schließlich im Namen von „Kirche und König“ gegen Dissenter aller Richtungen und gegen die Mitglieder der Lunar Society gewandt.

## Nachwirkungen und Gerichtsverfahren

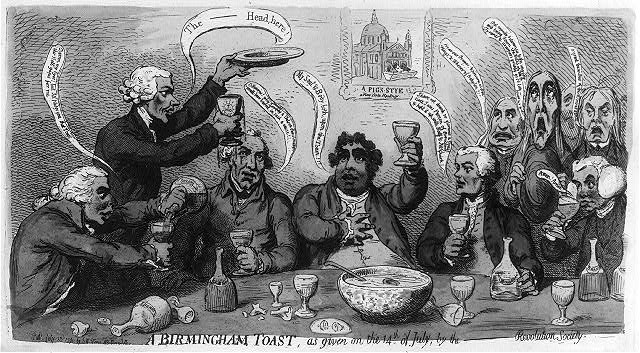
Karikatur von James Gillray zum Festbankett vom 14. Juli, veröffentlicht am 23. Juli 1791

Priestley und andere Dissenter machten zunächst die Regierung für die Unruhen verantwortlich, sie nahmen an, dass sie von William Pitt und seinen Anhängern veranlasst wurden. Tatsächlich sind die Unruhen wahrscheinlich von örtlichen Beamten organisiert worden. Einige der Aufständischen handelten wohlkoordiniert und scheinen von örtlichen Amtsträgern angeführt worden zu sein, was zu dem Vorwurf eines geplanten Vorgehens führte. Einige Dissenter wurden bereits Stunden oder gar Tage vor den Angriffen auf ihre Häuser gewarnt. Daher ist es wahrscheinlich, dass eine vorbereitete Liste der Angriffsziele existierte. Der „disziplinierte Kern der Aufrührer“ umfasste nur etwa dreißig Personen, die während der Ausschreitungen nüchtern blieben. Im Gegensatz zu hunderten anderen ließen sie sich nicht mit Alkohol oder Geld von den Zerstörungen abhalten.

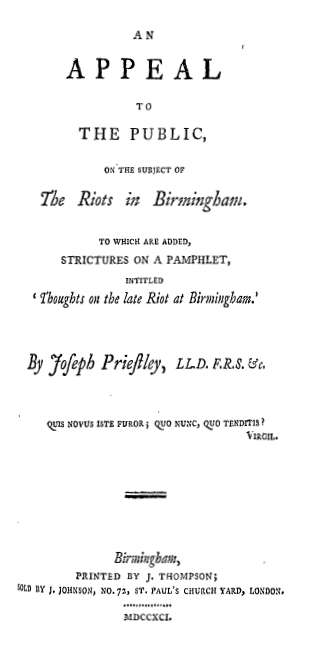
Titelblatt von Joseph Priestleys Appeal to the Public von 1791

Wenn die anglikanische Elite Birminghams die Angriffe auf die Dissenter geplant hatte, dann war es mehr als wahrscheinlich, dass Benjamin Spencer, ein örtlicher Pfarrer, Joseph Carles, ein Friedensrichter und Landbesitzer, und John Brooke, ein Anwalt, Coroner und Under-Sheriff daran beteiligt waren. Obwohl sie beim Ausbruch der Unruhen zugegen waren, unternahmen Carles und Spencer keinen Versuch, die Aufrührer zu stoppen, und Brooke scheint sie zur Kirche der Dissenter geführt zu haben. Zeugen stimmten darin überein, dass der Magistrat den Aufständischen Schutz zugesagt habe, solange sie nur die Kirchen und Gemeindehäuser der Dissenter angriffen und Menschen und Privateigentum verschonten. Der Magistrat weigerte sich Aufständische festzunehmen, und ließ bereits Festgenommene wieder auf freien Fuß. Brooke übergab dem Innenministerium einige Wochen nach den Ausschreitungen eine Reihe von Dokumenten und Briefen aus Priestleys Besitz, die bei der Plünderung seines Hauses gestohlen worden waren. Sie dienten als Beweismittel gegen Priestley und führten zu Durchsuchungen bei seinen Verlegern in Birmingham und London.
Der Anweisung der nationalen Regierung zur Verfolgung der Rädelsführer kamen die örtlichen Behörden nur zögerlich nach. Als sie dazu gezwungen wurden, schüchterten sie Zeugen ein und machten die Gerichtsverfahren zu einer Farce. Nur 17 der fünfzig angeklagten Aufrührer wurden vor Gericht gestellt, vier wurden zum Tode verurteilt, von denen einer begnadigt, einer nach Botany Bay verbannt und zwei gehängt wurden. Priestley und andere glaubten, dass diese Verurteilten nicht wegen ihrer Beteiligung an den Ausschreitungen, sondern als „Bauernopfer“ und wegen anderer Taten verurteilt wurden.
Obwohl er gezwungen war zur Befriedung von Birmingham Truppen auszusenden, zeigte sich König Georg III. sehr erfreut darüber, dass Priestley die Folgen seiner Irrlehren zu tragen und dass die Bevölkerung ihn durchschaut habe. Die Krone zwang die Einwohner Birminghams zu einer Entschädigung derjenigen, deren Eigentum beschädigt worden war. Die Entschädigungssumme betrug 23.615 Pfund Sterling, aber die Auszahlung zog sich bis 1797 hin und die meisten Betroffenen erhielten deutlich weniger als den Wert ihres verlorenen Besitzes.
Nach den Unruhen war Birmingham dem Industriellen James Watt zufolge in zwei Lager mit tödlichem Hass aufeinander gespalten. Zunächst wollte Priestley in die Stadt zurückkehren und eine Predigt mit dem Titel „Vater, vergib ihnen; denn sie wissen nicht, was sie tun“ halten. Er wurde von Freunden davon überzeugt, auf die Predigt zu verzichten, da sie das für zu gefährlich hielten. Priestley schrieb in seinem Buch An Appeal to the Public on the Subject of the Birmingham Riots (deutsch: „Appell an die Öffentlichkeit zum Thema der Unruhen von Birmingham“):

„Ich wurde ebenso als Engländer geboren wie jeder von euch. Trotz der Einschränkungen meiner Bürgerrechte, als Dissenter, habe ich lange meinen Beitrag zur Unterstützung der Regierung geleistet und angenommen, dass mein ererbter Besitz unter dem Schutz ihrer Verfassung und ihrer Gesetze steht. Aber ich bin getäuscht worden, und so wird es auch euch ergehen, wenn euch, wie mich, mit oder ohne Grund, das Unglück trifft dem Volkszorn ausgesetzt zu sein. Denn dann, wie ihr in meinem Fall gesehen habt, werden ohne ein Gerichtsverfahren, ohne einen Hinweis auf euer Verbrechen oder auf eine Bedrohung durch euch, eure Häuser und euer gesamter Besitz vernichtet, und ihr könntet nicht das große Glück haben, wie ich mit dem Leben davon zu kommen. Was sind im Vergleich dazu die alten französischen Lettres de Cachet oder die Schrecken der niedergerissenen Bastille?“

Die Unruhen machten deutlich, dass die führenden Köpfe der Anglikaner in Birmingham Gewaltakten gegen die Dissenter, die sie als mögliche Revolutionäre betrachteten, nicht ablehnend gegenüberstanden. Sie hatten auch keine Bedenken, einen potentiell unkontrollierbaren Mob auf die Straße zu schicken. Viele der Angegriffenen verließen Birmingham. Joseph Priestley zog mit seiner Familie zunächst nach Hackney bei London und wanderte schließlich 1794 nach Northumberland in Pennsylvania aus. Eine Folge war, dass in der Stadt nach den Unruhen ein deutlich konservativeres Klima herrschte, die Situation der Dissenter in der Stadt war deutlich verschlechtert. Die verbliebenen Unterstützer der Französischen Revolution verzichteten im folgenden Jahr auf ein Bankett zur Feier des Stums auf die Bastille. In den folgenden Jahren kam es immer wieder zu kleineren Ausschreitungen gegen Dissenter, so im Dezember 1792 in Birmingham und Manchester. Bis 1795 hielten die Übergriffe gegen einzelne Dissenter, auch in Form langanhaltender Bedrohung und Einschüchterung, in mehreren anderen englischen Städten an.